# 동화면세점
동화면세점은 대한민국 최초로 설립된 시내 면세점으로, 창업주는 신정희, 현 대표이사는 신정희, 김한성이다. 세종대로네거리의 광화문빌딩에 위치하고 있으며, 광화문빌딩 지상 2,3,4,5층을 전용 매장으로 사용한다. (총매장면적 3,636평방미터 / 1,100평)

## 연혁
- 1973년 3월 10일 - 동화면세점의 전신 동화아케이드 설립
- 1979년 12월 24일 - 대한민국 최초 제1호 시내면세점 특허 취득
- 1991년 5월 8일 - 세종대로네거리 광화문빌딩으로 본점 이전
- 1994년 9월 29일 - 관광 진흥 1억불탑 수상
- 2000년 10월 1일 - 대한민국 최초 제1호 온라인면세점 DUTYFREE24.COM 오픈
- 2002년 5월 1일 - 면세업계 최초로 중국·동남아관광객 전용매장 오픈
- 2002년 5월 10일 - 면세업계 최초로 삼성전자 입점
- 2002년 5월 15일 - 면세업계 최초로 한국화장품 브랜드 입점(설화수,미샤 등)
- 2004년 9월 24일 - 면세업계 최초로 금탑산업훈장 수훈(김기병회장)
- 2005년 12월 31일 - 연간 매출 1억 달러 달성
- 2008년 7월 1일 - 로비1관 한국상품관 및 로비2관 수입명품시계관 확장 오픈
- 2011년 8월 1일 - 2층, 3층 매장확장 오픈(전용면적:확장전 1,047평 > 확장후1,547평)
- 2011년 9월 26일 - 금탑산업훈장 수훈(신정희대표이사)
- 2011년 12월 31일 - 연간 매출 2억 달러 달성
- 2014년 1월 1일 - 면세업계 최초로 민간운영 외교관면세점 특허 취득(동화외교관면세점)
- 2014년 10월 23일 - CHANEL Boutique 오픈
- 2016년 1월 8일 - 4층, 5층 매장확장 그랜드오픈(총매장면적 2,732평 / 총영업면적 3,000평)